# HDMI-Stick
Als HDMI-Sticks (auch HDMI-Dongle) werden kleine Einplatinencomputer bezeichnet, die über die in einem Bildschirmgerät vorhandene HDMI-Schnittstelle direkt angeschlossen werden können. Sie dienen zumeist dem WLAN-Streaming von Medien im heimischen Netzwerk und wurden auch zur Übertragung von Videoinhalten aus dem Internet entwickelt.

## Technische Merkmale

### Allgemeine Funktionsweise
Im Prinzip handelt es sich bei HDMI-Sticks um komplette Computersysteme, die über Mikroprozessor, Grafikeinheit, typischerweise Netzwerkschnittstellen (WLAN) und Flash-Speicher verfügen. Einige HDMI-Sticks gestatten auch die Nutzung der Sat-over-IP-Technik. Beim Start eines HDMI-Sticks gelangt man auf eine grafische Benutzeroberfläche, die von einem auf dem HDMI-Stick installierten Betriebssystem bereitgestellt wird. Bild und Ton werden dabei als Digitalsignal über die HDMI-Schnittstelle an das Fernsehgerät übertragen. Als Betriebssystem kann bei den HDMI Sticks Windows, Linux oder Android zum Einsatz kommen. Die Steuerung durch den Benutzer kann durch Tastatur und Maus erfolgen, die häufig drahtlos über Bluetooth oder über USB-Kabel mit dem HDMI-Stick verbunden sind. Auch die Steuerung per App auf dem Smartphone ist zunehmend möglich. Die Verbindung mit dem Internet erfolgt über WLAN.

### Nutzen
In erster Linie wurden HDMI-Sticks dafür entwickelt, die vorhandenen Wiedergabemöglichkeiten des angeschlossenen Fernsehgeräts mit Hilfe des integrierten Computers zu erweitern. Die Sticks haben eine direkte Netzwerkverbindung zum Internet und erweitern somit das Fernsehgerät zum Smart-TV. Auf diesem Wege beschaffen sie Daten, die sie dann auf dem Fernsehgerät anzeigen. So werden HDMI-Sticks beispielsweise als Streaming-Media-Adapter benutzt, um Video- oder Audiodaten aus dem Internet abspielbar zu machen. Auch lokale Dateien können über den Flash-Speicher aufgerufen werden. Manche Geräte unterstützen die Funktion des Screen Mirroring, eine 1:1-Bildschirmübertragung von einem anderen Endgerät (beispielsweise Smartphone oder PC) zum Fernsehgerät. Zudem erlauben einige HDMI-Sticks die Installation von Apps, die die Funktionen der Geräte erweitern können. Es sind auch bereits HDMI-Sticks erschienen, die durch vollwertige PC-Betriebssysteme (zum Beispiel Windows oder Ubuntu) die Funktionen herkömmlicher Computer erfüllen können.

## Beispiele
- Chromecast von Google
- Fire TV Stick von Amazon
- Intel Compute Stick von Intel